# Торфяная дорога
Торфяна́я дорога — улица в Приморском районе Санкт-Петербурга. Проходит от Липовой аллеи до Гаккелевской улицы.

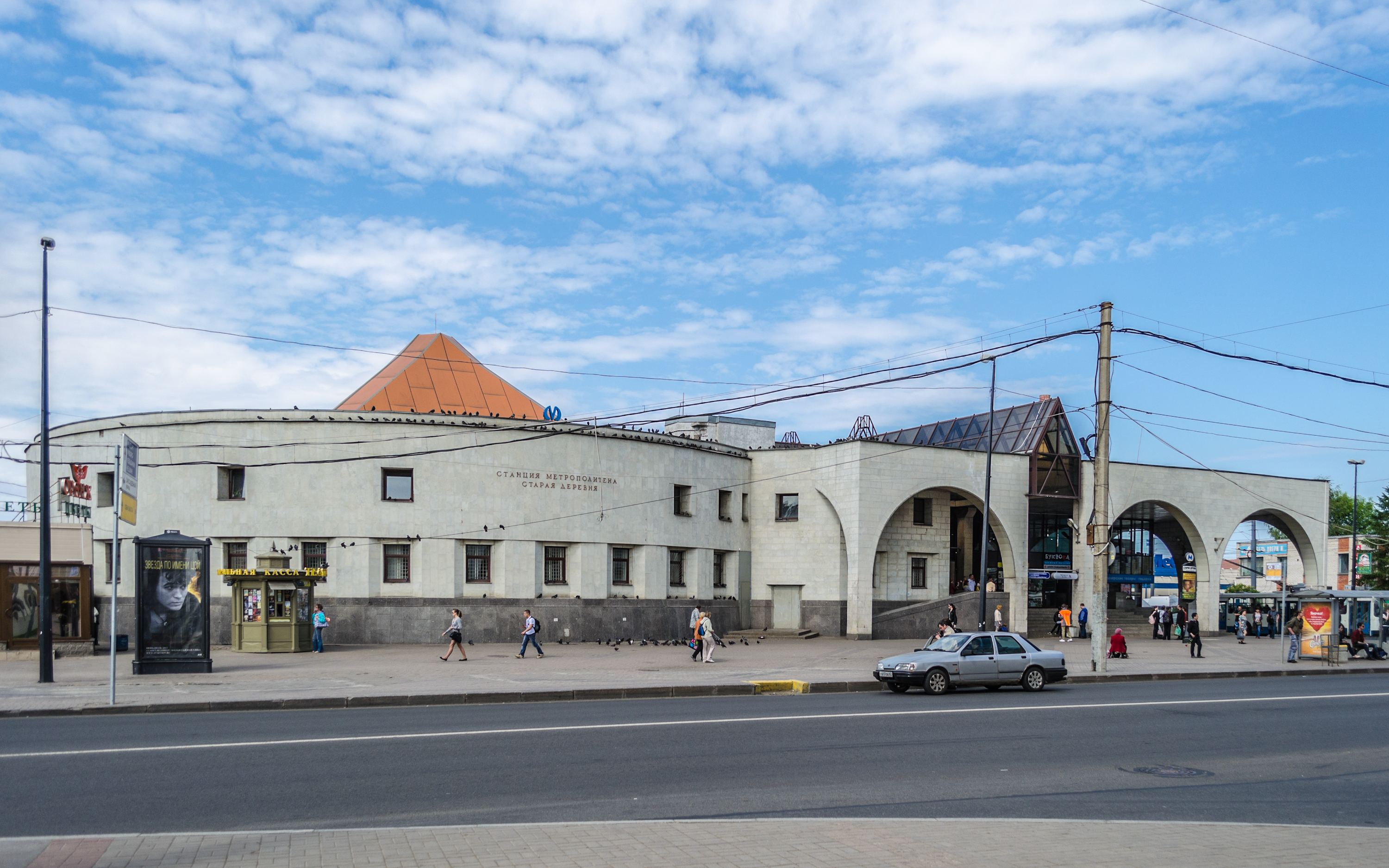
Вестибюль станции метро «Старая Деревня», вид с Торфяной дороги

## История
Название известно с 1900 года. Также в 1914—1935 годах называлась Каменной дорогой. Изначально проходила между Дибуновской и 2-й Никитинской улицами.
В 1950-х годах участок от Дибуновской улицы до Сестрорецкой железной дороги был включён в Липовую аллею.
В 1972 году, в связи с планированием застройки территории бывшего Комендантского аэродрома, северная часть улицы между Богатырским проспектом и 2-й Никитинской улицей вошла в застройку, а 12 июня 1972 года было упразднено и название. 7 июля 1999 года название было восстановлено.
8 октября 2006 года последние 150 метров дороги, примыкающие к Богатырскому проспекту, были переданы Гаккелевской улице.

## Транспорт
На Торфяной дороге расположена станция метро «Старая Деревня» 5-й (Фрунзенско-Приморской) линии.

## Пересечения
- Заусадебная улица
- Ситцевая улица
- улица Оптиков

## Достопримечательности
- Серафимовское кладбище